# Зневадження дельтою
Зневадження дельтою — автоматизація наукового методу зневадження. Алгоритм зневадження дельтою автоматично ізолює причини помилок за допомогою систематичного звуження умов, що призводять по помилки, доки лишається мінімальний набір. Зневадження дельтою використовується для знаходження вводу, що призводить до помилки (наприклад, сторінка HTML, що призводить до помилки вебнавігатора), взаємодії з користувачем (наприклад, послідовність натискання клавіш, що призводить до аварійного завершення програми), або змін у коді програми (наприклад, після непроходження регресійного тесту).

## Програмні засоби
- Igor — утиліта командного рядка [Архівовано 23 вересня 2008 у Wayback Machine.]
- Додатки Eclipse [Архівовано 9 жовтня 2008 у Wayback Machine.]
  - DDinput — введення, що призводить до помилок
  - DDchange [Архівовано 23 лютого 2006 у Archive.is] — Зміни, що призводять до помилок
  - DDstate — Стани, що призводять до помилок

## Зовнішні посилання
- Delta Debugging project [Архівовано 23 вересня 2008 у Wayback Machine.] - широка збірка посилань на засоби та методи зневадження дельтою
- Delta [Архівовано 29 січня 2009 у Wayback Machine.] - програма для мінімізації «цікавих» файлів для випробування їх «цікавості»